# Lasiolopha
Lasiolopha is een geslacht van vlinders van de familie visstaartjes (Nolidae), uit de onderfamilie Chloephorinae.

## Soorten
- L. saturata Walker, 1865